# Phyllospadix
Phyllospadix thường được gọi là surfgrass, là một chi cỏ biển trong họ Zosteraceae, thực vật có hoa. Phyllospadix phát triển ở vùng biển dọc theo bờ biển ôn đới Bắc Thái Bình Dương.
Đây là một trong những chi cỏ biển có thể thực hiện thụ phấn hoàn toàn trong nước.

## Các loài
Các loài được công nhận
- Phyllospadix iwatensis – Trung quốc, Hàn Quốc, Nhật Bản, Viễn Đông Nga
- Phyllospadix japonicus – Trung quốc, Hàn Quốc, Nhật Bản
- Phyllospadix juzepczukii – Viễn Đông Nga
- Phyllospadix scouleri – Alaska to Baja California
- Phyllospadix serrulatus – Alaska, British Columbia, Washington
- Phyllospadix torreyi – British Columbia to northwestern Mexico